# Бои на реке Осьме
Бои на реке Осьме — арьергардные бои отступавших российских 1-й и 2-й Западных армий с наполеоновскими войсками, произошедшие 15 (27) августа у деревень Беломирское и Лужки Смоленской губернии во время Отечественной войны 1812 года.

## Бой у села Беломирское
В ночь на 27 августа арьергард генерал-майора барона Г. В. Розена поспешно занял оборону на высотах у левого берега реки Осьмы, у села Беломирское (Беломир), западнее Семлево. Здесь Розен расположил артиллерию и часть 40-го егерского полка. На правом берегу Осьмы также расположились егеря. В этом месте высоты покрывал лес с кустарником, который не позволял французам использовать кавалерию. Русская кавалерия находилась в резерве, за линией обороны.
В 11 часов утра французы перешли болотистую речку Осьму и атаковали русских. Завязалась кавалерийская схватка, в результате которой французы не смогли оттеснить левый фланг русских. Одновременно в ходе боя в лесу французы попытались обойти русский правый фланг, но 19-й егерский полк остановил их наступление. Около 13 часов французы овладели левым флангом русских и снова атаковали егерей в лесу. 4-й шеволежерский (уланский) полк прорвал батальонное каре русских егерей и захватил около 100 пленных. Лесная перестрелка продолжалась до 7 вечера. 
В результате начальник главного арьергарда 1-й Западной армии генерал от кавалерии атаман М. И. Платов приказал Розену отступать. Арьергард отошёл к Семлеву, оставив у Беломирского казачьи посты.

## Бой у села Лужки
Тем временем юго-восточнее села Беломирского арьергард генерал-майора графа К. К. Сиверса и отдельный казачий отряд генерал-майора Карпова 2-го, которые прикрывали отход армии Багратиона, также был атаковал французами. Все усилия противника были направлены против левого фланга позиции полковника Г. А. Эммануэля с целью овладения переправой через Осьму близ села Лужки. Бой продолжался с 7 утра до 8 вечера. К концу дня французы прекратили атаки, и арьергард продолжил отступление к селениям Нивки и Монино.
Благодаря успешным действиям русских арьергардов 1-я Западная армия генерала от инфантерии М. Б. Барклая де Толли отошла к Вязьме и заняла позицию непосредственно у города. 2-я Западная армия генерала от инфантерии князя П. И. Багратиона расположилась в 5-ти километрах юго-восточнее Вязьмы, у деревень Быково и Скоблево.